# Hygiea (planetoïde)
(10) Hygiea is een planetoïde in de belangrijkste planetoïdengordel van het zonnestelsel, tussen de banen van Mars en Jupiter. Hygiea is de op vier na grootste planetoïde in de planetoïdengordel. Ze heeft een diameter van gemiddeld rond de 400 km en een massa van ongeveer 2,9% van de totale planetoïdengordel. Het is de grootste planetoïde van het C-type, een type planetoïde dat koolstofrijk is en een donker oppervlak heeft.
Hygiea draait in iets meer dan vijf en een half jaar rond de zon in een ellipsvormige baan. Ze bevindt zich gemiddeld ongeveer 3,2 astronomische eenheden van de zon, in de buitenste delen van de planetoïdengordel. Ondanks haar grootte heeft ze vanaf de aarde gezien hooguit een magnitude van +9,1, vier ordes van grootte lager dan de ongeveer even grote planetoïde (4) Vesta. Hygiea is daarom pas met een redelijke amateur-telescoop te zien.

## Ontdekking en naam

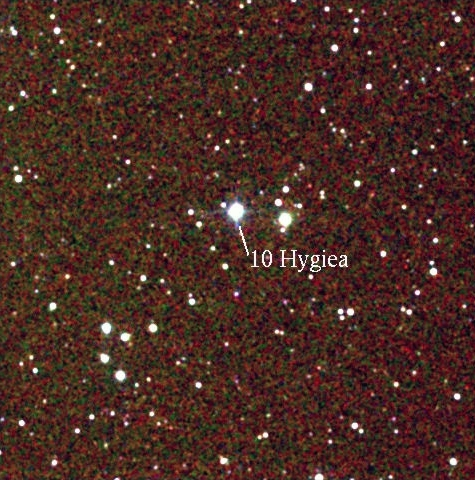
De afbeelding van 10 Hygiea gemaakt door 2MASS

Hygiea werd op 12 april 1849 ontdekt door de Italiaanse astronoom Annibale de Gasparis in de sterrenwacht van Napels. De Gasparis heeft in totaal negen planetoïden ontdekt, waarvan Hygiea de eerste was. De directeur van de sterrenwacht, Ernesto Capocci, gaf de planetoïde de naam Igea Borbonica. Het eerste deel van deze naam kwam van Hygieia, de Griekse godin van de gezondheid en dochter van Asklepios. Het tweede deel stond voor het huis Bourbon dat het koninkrijk der Beide Siciliën regeerde, waarvan Napels destijds de hoofdstad was. De Engelse astronoom John Russell Hind kortte dit in 1852 af tot Hygiea, wat daarna de algemeen gebruikte naam werd. In de 19e eeuw werd de naam van de planetoïde ook wel als Hygeia geschreven.

## Eigenschappen

Hygiea in haar baan tussen de banen van de planeten Jupiter en Mars

Het baanvlak van Hygiea maakt een veel kleinere hellingshoek met de ecliptica dan dat van de andere grote planetoïden als (1) Ceres, (2) Pallas, (4) Vesta en (704) Interamnia. De excentriciteit van Hygiea's baan is met 12% echter veel groter dan die van die andere objecten: de baan is sterk ellipsvormig. In haar perihelium bevindt Hygiea zich ongeveer even ver van de zon vandaan als Ceres, Pallas, Vesta en Interamnia gemiddeld, maar in haar aphelium bevindt ze zich in de buitenste delen van de planetoïdengordel, dicht bij de Hildafamilie van planetoïden, die een 2:3 baanresonantie met Jupiter hebben. Hoewel Hygiea in de buurt van de andere grote objecten van de planetoïdengordel kan komen, helt haar baanvlak de andere kant op, zodat botsingen zijn uitgesloten.

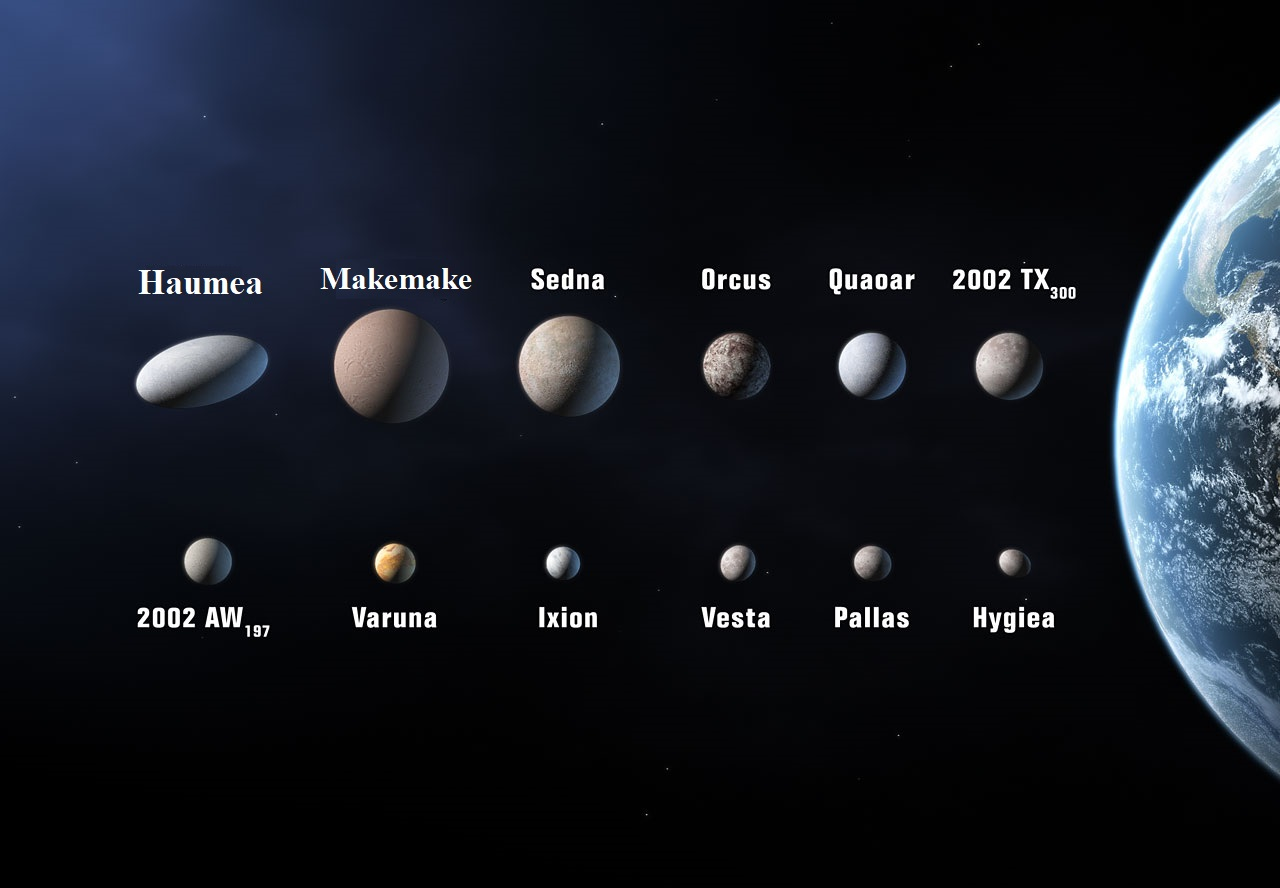
Verschillende grote planetoïden en dwergplaneten vergeleken met de aarde op een poster van de IAU. Hygiea is de planetoïde helemaal rechtsonder.

Hygiea draait voor een planetoïde relatief langzaam om haar as in 27,6 uur. Hoewel dit niet zeker is, wordt aangenomen dat ze in retrograde richting roteert. Door spectraalanalyse is bekend dat haar as gericht is naar de ecliptische coördinaten (β, λ) = (30°, 115°) of (30°, 300°), met een onzekerheid van 10°. Dat betekent dat de as een hoek van 60° met het baanvlak maakt.
Hygiea is een C-type planetoïde, wat betekent dat ze rijk is in koolstof en koolstofhoudend materiaal en een zeer donker oppervlak heeft. Ook zijn waterhoudende mineralen ontdekt, die erop wijzen dat in het verleden de temperatuur hoog genoeg moet zijn geweest om waterijs te doen smelten. De primitieve samenstelling betekent dat Hygiea in tegenstelling tot bijvoorbeeld (4) Vesta tijdens het ontstaan van het zonnestelsel niet gesmolten is. Hygiea heeft de vorm van een langgerekte ellipsoïde met een gemiddelde diameter van rond de 444 km. Ze heeft een relatief lage dichtheid (2,12 ± 0,11 g/cm) vergeleken met de andere grote planetoïden en zit daarmee dichter bij de ijsmanen van Jupiter dan bij de steenachtige planetoïden van de hoofdgordel.
Tijdens waarnemingen met de Hubble Space Telescope bleek Hygiea geen natuurlijke satellieten te hebben groter dan 16 km.
Het donkere oppervlak maakt samen met de grotere gemiddelde afstand dat Hygiea ondanks haar grootte een van de minst heldere grotere planetoïden is. Van de eerste 23 ontdekte planetoïden hebben alleen (13) Egeria en (17) Thetis een lagere gemiddelde magnitude tijdens opposities. Hygiea heeft tijdens haar opposities gemiddeld een magnitude van +10,2. Om de planetoïde te zien is minstens een 100 mm telescoop nodig. Als een oppositie plaatsvindt terwijl Hygiea in haar perihelium is, kan de helderheid oplopen tot +9,1 en zou een sterke verrekijker in theorie voldoende moeten zijn om de planetoïde te ontwaren.
Hygiea is het grootste lid van de Hygieafamilie, een groep planetoïden die geacht worden fragmenten te zijn van dezelfde botsing lang geleden. De familie bestaat uit C- en B-type planetoïden die zich allemaal in het buitenste deel van de planetoïdengordel bevinden, achter de Kirkwoodscheiding op 2,82 AU. Hygiea vormt 90% van de totale massa van de familie.